# Болотная (Новгородская область)
Боло́тная — деревня в Новгородском муниципальном районе Новгородской области, относится к Ермолинскому сельскому поселению.
Деревня расположена к северо-западу от Великого Новгорода, в 5 км к востоку от Вяжицкого озера — истока реки Веряжа, на левобережье которой расположена деревня. Рядом, к югу от Болотной — соседняя деревня Вяжищи.

## Население
Численность постоянного населения на 1 января 2012 года — 403 человека.
| 2010 |
| ---- |
| 404  |

## История
До апреля 2014 года деревня входила в состав ныне упразднённого Сырковского сельского поселения.

## Социально-значимые объекты
В деревне Болотная находятся ГУСО «Новгородский социальный приют для детей „Радуга“» и МОУ «Вяжищская основная общеобразовательная школа».

## Транспорт
Деревня связана с областным центром автодорогой Новгород — Болотная, по которой в деревню через Вяжищи следует пригородный автобусный маршрут № 123. К востоку от деревни проходят пути линии Новгород-на-Волхове — Новолисино — С.Петербург-Витебский Октябрьской железной дороги, там неподалёку от деревни есть одноимённый остановочный пункт.

## Достопримечательности
В 2 км к югу, близ деревни Вяжищи — Николо-Вяжищский ставропигиальный женский монастырь Русской Православной Церкви.

## Экология
Болотная неподалёку от потенциально опасных в части экологии производственных объектов — близ деревни в начале 2000-х годов был построен Новгородский Металлургический завод по производству катодной меди, также к востоку от деревни, за железнодорожными путями находится территория крупнейшего предприятия области — химического гиганта ОАО «Акрон».